# Jim Black
Jim Black chiamato anche "Alas No Axis" (Daly City, 3 agosto 1967) è un batterista statunitense.

## Discografia

### Album
- Alas No Axis, (2000 - Winter & Winter Records)
- Splay, (2002)
- Astereotypical, (2003)
- Habyor, (2004 - Winter & Winter Records)
- Dogs of Great Indifference, (2006 - Winter & Winter Records)